# Пам'ятник Нізамі Гянджеві (Гянджа)
 'Пам'ятник Нізамі Гянджеві'  (азерб. Nizami Gəncəvinin heykəli) — пам'ятник видатному поету, класику  перської поезії Нізамі Гянджеві, розташований в рідному місті поета, місті Гянджа, в Азербайджані.
Встановлено пам'ятник в 1946 році. Автор — азербайджанський радянський скульптор, заслужений діяч мистецтв Азербайджанської РСР, член-кореспондент Академії мистецтв СРСР Абдурахманов Фуад Гасан-огли (1915—1971). За цей пам'ятник в 1947 році Фуад Абдурахманов був удостоєний Сталінської премії.
До 2009 року пам'ятник не реставрувався. У 2009 році пам'ятник зазнав  реконструкції.